# Pallotte cacio e ova
Le pallotte cacio e ova sono un piatto tradizionale abruzzese.

## Descrizione
Le pallotte sono delle polpette realizzate con formaggio e uova. Il termine abruzzese "pallotta" costituisce un calco dell'omonimo termine italiano "pallotta". Seguono i nomi dei suoi principali ingredienti, che nell'insieme conferiscono alla pietanza la denominazione, in dialetto abruzzese, di "pallotte cac'e ove", con varianti che differiscono di poco a seconda delle località regionali. Non si conosce con esattezza il luogo di origine di questo piatto dell'Abruzzo, che tuttavia sembrerebbe essere tipico del chietino, poi diffusosi nel resto della regione, oltre che nel Molise. È un piatto fatto con ingredienti di recupero, per non sprecarli. Pietanza di sussistenza, accompagnata con pane, acqua e vino, costituiva il pasto di routine dei contadini di ritorno dalle faticose giornate di lavoro nei campi. È stato tramandato inoltre che durante la seconda guerra mondiale taluni nascondevano gli ingredienti di questo piatto per evitare le razzie dei tedeschi. Le pallotte vengono servite come antipasto all'interno di un tegame in terracotta e tradizionalmente preparate durante le festività pasquali.

## Ricetta

### Ingredienti
Lista per 15 pallotte:
- Per le pallotte:
  - Mollica di pane raffermo, 75 grammi
  - 2 uova medie (130 grammi)
  - Pepe nero, q.b.
  - Pecorino di media stagionatura, 2 etti
  - Prezzemolo, 10 grammi
  - Olio di semi di girasole per friggere, q.b.
- Per la salsa:
  - Passata di pomodoro, 3 etti
  - Olio extravergine di oliva, q.b.
  - Sale fino, q.b.
  - Aglio, uno spicchio
  - Basilico, q.b.

### Preparazione
Dapprima preparare la salsa, imbiondendo l'aglio in un filo d'olio, quindi aggiungere la passata. A cottura quasi ultimata aggiungere gli altri ingredienti della salsa. Cuocere per una ventina di minuti.
Indi tritare il prezzemolo, versare il pane raffermo in un mixer, poi trasferire in una ciotola, aggiungere quindi le uova ed il pecorino, il prezzemolo, il pepe ed il sale. Quindi mescolare. A fine impasto, creare delle polpette.
Indi friggere le polpette nell'olio di semi di girasole ad una temperatura di 160-170° per un paio di minuti, immergendo qualche pallotta alla volta.
Infine aggiungere le pallotte così fritte alla salsa cotta in precedenza e cuocere per circa 10 minuti.